# Marek Suchý
Marek Suchý, född 29 mars 1988, är en tjeckisk fotbollsspelare (försvarare) som spelar för Bundesliga-klubben FC Augsburg och det tjeckiska landslaget.
Han var uttagen i Tjeckiens trupp vid fotbolls-EM 2012.